# Szumsk
Szumsk – wieś sołecka w Polsce położona w województwie mazowieckim, w powiecie mławskim, w gminie Dzierzgowo.
| SIMC    | Nazwa         | Rodzaj     |
| ------- | ------------- | ---------- |
| 0114399 | Szumsk-Sodowo | przysiółek |

W latach 1975–1998 miejscowość administracyjnie należała do województwa ciechanowskiego.